# Andrzej Kwiek
Andrzej Kwiek (Varsavia, 1º giugno 1916 – Poznań, 17 agosto 1953) è stato un astronomo polacco.
Il Minor Planet Center gli accredita la scoperta dell'asteroide 1572 Posnania effettuata il 22 settembre 1949 in collaborazione con Jerzy Dobrzycki.